# 第54独立機械化旅団 (ウクライナ陸軍)
第54独立機械化旅団（だい54どくりつきかいかりょだん、ウクライナ語: 54-та окрема механізована бригада）は、ウクライナ陸軍の旅団。東部作戦管区隷下。

## 概要

### ドンバス戦争

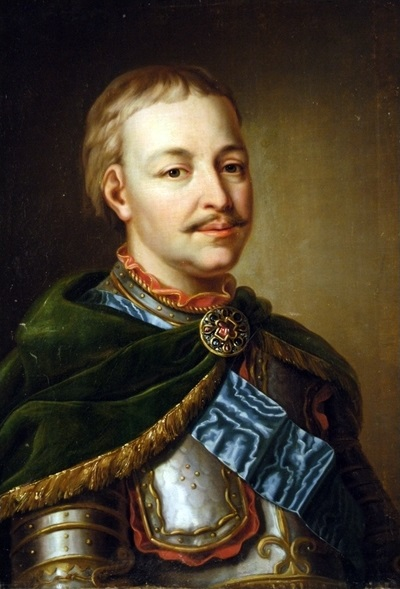
イヴァン・マゼーパ

イヴァン・マゼーパの紋章

2014年12月1日、ドンバス戦争の影響に伴い、第24独立機械化旅団隷下の1個機械化大隊、第30独立機械化旅団隷下の1個機械化大隊、第17独立戦車旅団隷下の1個機械化大隊、第3独立戦車大隊を基幹にドネツィク州アルチェモフスクで創設された。
2015年4月からドンバス戦争に投入され、東部ドネツィク州、ルハーンシク州に配備された。
2015年9月、北部作戦管区隷下の第25独立自動車化歩兵大隊が配属された。
2016年12月、第3機械化大隊を基幹に第109独立山岳強襲大隊が創設され、第10独立山岳強襲旅団隷下に転属した。
2017年1月、東部作戦管区隷下の第46独立特務大隊ドンバス・ウクライナが配属された。
2020年5月6日、ウォロディミル・ゼレンスキー大統領より、名誉称号「イヴァン・マゼーパ」を授与された。

### ロシアのウクライナ侵攻

#### 東部・アウディーイウカ戦線
2021年11月からドンバス戦争でドネツク人民共和国と接する東部ドネツィク州ポクロウシク地区に配備されていたため、2024年2月24日のロシアのウクライナ侵攻はそのまま開戦し、第1軍団の攻勢をマリンカ方面で撃退した。7月に第71独立猟兵旅団と交代で後方に移動した。

#### 東部・南ドネツク戦線
2022年2月、第25自動車化歩兵大隊、第46独立強襲大隊ドンバスが東部ドネツィク州ヴォルノヴァーハ地区に再配置され、第53独立機械化旅団の救援でヴォルノヴァーハ方面を防御したが、3月にヴォルノヴァーハは陥落した。

#### 東部・バフムート戦線
2022年9月、第46独立強襲大隊が激戦地の東部ドネツィク州バフムート地区に再配置され、大損害を受けるも、ロシア軍をシヴェルシク方面で撃退した。11月に全隊が再配置され、シヴェルシク東のリシチャンシク方面に展開した。
2022年12月、第46独立強襲大隊が第3機械化大隊に改編された。第46大隊は独立部隊として存在していたが、大隊本部が旅団司令部に損害を過少申告するなど指揮系統に問題があり、再編後は旅団に完全統合された。
2022年12月6日、ウォロディミル・ゼレンスキー大統領より、勇気と勇敢さに対する栄誉賞を授与された。

#### 東部・スヴァトヴェ-クレミンナ戦線
2023年10月、第3機械化大隊が北東部ハルキウ州クプヤンシク地区に再配置され、クプヤンシク方面に展開した。
2024年12月、第2機械化大隊を基幹に第20独立無人システム連隊が創設され、陸軍司令部隷下に転属した。

## 編制
- 旅団司令部（バフムート）
- 第1機械化大隊
- 第2機械化大隊 K-2
- 第3機械化大隊
- 戦車大隊
- 第25自動車化歩兵大隊
- 第1小銃大隊
- 第2小銃大隊
- 旅団砲兵群
  - 本部中隊
  - 第1自走砲大隊
  - 第2自走砲大隊
  - ロケット砲大隊
  - 対戦車砲大隊
- 防空大隊

- 工兵大隊
- 整備大隊
- 兵站大隊
- 偵察中隊
- 電子戦中隊
- 通信中隊
- レーダー中隊
- NBC防護中隊
- 衛生中隊
- 無人システム大隊 ネベスナ・カーラ

## 2017年編制
- 旅団司令部（バフムート）
- 第1機械化大隊
- 第2機械化大隊
- 第3機械化大隊
- 戦車大隊
- 第25独立自動車化歩兵大隊（バフムート）
- 第46独立強襲大隊 ドンバス（ロゾヴァ）
- 旅団砲兵群
  - 本部中隊
  - 第1自走砲大隊
  - 第2自走砲大隊
  - ロケット砲大隊
  - 対戦車砲大隊
- 防空大隊

- 工兵大隊
- 整備大隊
- 兵站大隊
- 偵察中隊
- 狙撃中隊
- 電子戦中隊
- 通信中隊
- レーダー中隊
- NBC防護中隊
- 衛生中隊